# افسانه (روزنامه)
افسانه نام یکی از نشریات دوران جنگ جهانی اول در شهر همدان است. این هفته‌نامه به صاحب امتیازی غلامعلی‌خان سروش‌زاده و به مدیریت انتظام‌الممالک (نقی رضوی) رئیس پلیس وقت همدان به قطع کوچک در ۴ صفحه در سال ۱۹۱۹ میلادی مطابق با ۱۳۳۸ قمری در همدان انتشار یافت. روش و زمینهٔ آن خبری و ادبی بود که پس از انتشار چند شماره تعطیل شد. اخبار و مطالب این نشریه حوادث پایانی جنگ، اقدامات رضاخانی و اقدامات قوای انگلیس در همدان را شامل می‌گردید.